# Разморозка пищи
Разморозка пищи, или Дефростация (от де… и англ. frost — мороз) — процесс размораживания (оттаивания) пищевых изделий перед употреблением или выработкой из них новых изделий.
Существуют разные способы размораживания:
- водная — путем погружения в воду;
- погружение в соляной раствор;
- помещение в камеру с микроволновым (СВЧ) излучением от 700 МГц до 2,4 ГГц;
- помещение в камеру с радиоизлучением (обычно 27 МГц);
- обдув воздухом, в том числе влажным (необходимо для предотвращения высыхания).

Применение типа разморозки зависит от потребностей предприятия и особенностей продукции.
СВЧ-разморозка не предназначена для нагревания продуктов выше криоскопической температуры (температуры замерзания раствора). Ввиду неравномерности СВЧ-воздействия происходит перегрев одних частей и слабое нагревание других. В результате часть продукции может свариться или даже обуглиться, а при этом другие так и не минуют фазовый переход.
Устройства, производящие разморозку, называются дефростерами.